# 富松崇彰
富松 崇彰（とみまつ たかあき、1984年7月20日 - ）は、日本の元男子バレーボール選手。

## 来歴
宮城県大崎市（旧三本木町）出身。実兄の影響で小学3年次から三本木スポーツ少年団でバレーボールを始める。
東海大学時代に、サイドアタッカーからセンターへポジションを転向。大学在学中の2006/07 V・プレミアリーグでは、東レアローズの内定選手として出場し、新人賞、ブロック賞、ベスト6を受賞した。大学卒業後の2007年に東レへ入団した。
2007年、全日本代表入りし、同年のワールドカップに出場。2009年ワールドグランドチャンピオンズカップではレギュラーで出場し、銅メダルを獲得した。
2010年、Vプレミアリーグで3年ぶり2回目のブロック賞を獲得。黒鷲旗大会ではベスト6に初選出された。
2011年に結婚。
2012年から5シーズン連続でV・プレミアリーグのブロック賞を受賞した。
2018-19シーズン、V.LEAGUE通算ブロック決定本数を881本とし、それまでの日本記録であった北川祐介（松下電器・豊田合成）の845本を更新した。
2022年、4月30日-5月5日に開催された第70回黒鷲旗全日本男女選抜大会をもって現役を引退した。V.LEAGUE通算総ブロック決定本数は1087本と当分の間は破られないとされる記録を打ち立てた。引退後は東レのサポートスタッフを務める。
同年8月開催の第21回アジアU20（ジュニア）男子バレーボール選手権のコーチに選出された。
2023年、2022-23 V.LEAGUE DIVISION1 MENの表彰にて、功労者として表彰された。

## 球歴
- 日本代表 - 2007年、2009-2016年
  - バレーボール世界選手権 - 2010年
  - ワールドカップ - 2007年
  - ワールドリーグ - 2007-2009年、2011-2013年、2015-2016年
  - ワールドグランドチャンピオンズカップ - 2009年

## 受賞歴
- 2007年 - 2006/07 V・プレミアリーグ 新人賞、ブロック賞、ベスト6
- 2009年 - 2008/09 V・プレミアリーグ ベスト6
- 2010年 - 2009/10 V・プレミアリーグ ブロック賞、ベスト6
- 2010年 - 第59回黒鷲旗全日本男女選抜大会 ベスト6
- 2011年 - 第60回黒鷲旗全日本男女選抜大会 ベスト6
- 2012年 - 2011/12 V・プレミアリーグ ベスト6、ブロック賞[7]
- 2013年 - 2012/13 V・プレミアリーグ ブロック賞[8]
- 2014年 - 2013/14 V・プレミアリーグ ベスト6、ブロック賞[9]。
- 2016年 - 2015/16 V・プレミアリーグ ベスト6、ブロック賞、Vリーグ栄誉賞
- 2017年 - 2016/17 V・プレミアリーグ ベスト6、ブロック賞
- 2023年 - 2022-23 V.LEAGUE DIVISION1 MEN 功労者表彰

## 所属チーム
- 三本木スポーツ少年団
- 大崎市立三本木中学校
- 東北高等学校
- 東海大学
- 東レアローズ（2007-2022年）